# Augustus FitzRoy
Lord Augustus FitzRoy (16 ottobre 1716 – 24 maggio 1741) è stato un marinaio inglese.

## Biografia
Era il secondo figlio di Charles FitzRoy, II duca di Grafton, e di sua moglie, Lady Henrietta Somerset.

### Carriera
Intraprese la carriera navale. Il suo primo comando è stato il HMS Eltham. È stato nominato capitano della Eltham il 2 novembre 1736, e ha tenuto il comando fino al novembre 1739.
Nel mese di ottobre / novembre 1739, Lord Augustus Fitzroy è stato promosso a capitano della HMS Orford. Il 26 ottobre 1740 partecipò a una spedizione per sostenere l'ammiraglio Vernon nelle Indie Occidentali contro la Spagna. Il 18 aprile 1740 catturò la nave spagnola, la Princessa. 

### Matrimonio
Sposò, nel marzo 1734, Elizabeth Cosby, figlia di William Cosby, governatore di New York. Egli la conobbe nel 1733, durante la sua visita alla città. Ebbero due figli:
- Augustus Henry Fitzroy, III duca di Grafton (28 settembre 1735-14 marzo 1811)
- Charles Fitzroy, I barone Southampton (25 giugno 1737-21 marzo 1797)

### Morte
Morì il 24 maggio 1741 a causa dalle febbri tropicali e dalle malattie causate dalle cattive condizioni di vita e igieniche.

## Ascendenza
|                                              |                                        |                                               | Genitori                                     |  |  | Nonni |  |  | Bisnonni                  |  |  | Trisnonni                 |  |
|                                              |                                        |                                               |                                              |  |  |       |  |  | 8. Carlo II d'Inghilterra |  |  | 16. Carlo I d'Inghilterra |  |
|                                              |                                        |                                               |                                              |  |  |       |  |  | 8. Carlo II d'Inghilterra |  |  | 16. Carlo I d'Inghilterra |  |
|                                              |                                        | 17. Enrichetta Maria di Borbone-Francia       |                                              |  |  |       |  |  | 8. Carlo II d'Inghilterra |  |  |                           |  |
| 4. Henry FitzRoy, I duca di Grafton          |                                        |                                               |                                              |  |  |       |  |  | 8. Carlo II d'Inghilterra |  |  |                           |  |
|                                              |                                        | 9. Barbara Villiers                           | 18. Edward Villiers                          |  |  |       |  |  |                           |  |  |                           |  |
|                                              |                                        | 9. Barbara Villiers                           | 18. Edward Villiers                          |  |  |       |  |  |                           |  |  |                           |  |
|                                              |                                        | 9. Barbara Villiers                           | 19. Frances Howard                           |  |  |       |  |  |                           |  |  |                           |  |
| 2. Charles FitzRoy, II duca di Grafton       |                                        | 9. Barbara Villiers                           |                                              |  |  |       |  |  |                           |  |  |                           |  |
|                                              |                                        | 10. Henry Bennet, I conte di Arlington        | 20. John Bennet                              |  |  |       |  |  |                           |  |  |                           |  |
|                                              |                                        | 10. Henry Bennet, I conte di Arlington        | 20. John Bennet                              |  |  |       |  |  |                           |  |  |                           |  |
|                                              |                                        | 10. Henry Bennet, I conte di Arlington        | 21. Dorothy Crofts                           |  |  |       |  |  |                           |  |  |                           |  |
| 5. Isabella Bennet, II contessa di Arlington |                                        | 10. Henry Bennet, I conte di Arlington        |                                              |  |  |       |  |  |                           |  |  |                           |  |
|                                              |                                        | 11. Elisabetta di Nassau-Beverweerd           | 22. Luigi di Nassau-Beverweerd               |  |  |       |  |  |                           |  |  |                           |  |
|                                              |                                        | 11. Elisabetta di Nassau-Beverweerd           | 22. Luigi di Nassau-Beverweerd               |  |  |       |  |  |                           |  |  |                           |  |
|                                              |                                        | 11. Elisabetta di Nassau-Beverweerd           | 23. Isabella von Horne                       |  |  |       |  |  |                           |  |  |                           |  |
| 1. Augustus FitzRoy                          |                                        | 11. Elisabetta di Nassau-Beverweerd           |                                              |  |  |       |  |  |                           |  |  |                           |  |
|                                              | 12. Henry Somerset, I duca di Beaufort | 24. Edward Somerset, II marchese di Worcester |                                              |  |  |       |  |  |                           |  |  |                           |  |
|                                              | 12. Henry Somerset, I duca di Beaufort | 24. Edward Somerset, II marchese di Worcester |                                              |  |  |       |  |  |                           |  |  |                           |  |
|                                              | 12. Henry Somerset, I duca di Beaufort | 25. Elizabeth Dormer                          |                                              |  |  |       |  |  |                           |  |  |                           |  |
| 6. Charles Somerset, marchese di Worcester   | 12. Henry Somerset, I duca di Beaufort |                                               |                                              |  |  |       |  |  |                           |  |  |                           |  |
|                                              |                                        | 13. Mary Capell                               | 26. Arthur Capell, I barone di Capell Hadham |  |  |       |  |  |                           |  |  |                           |  |
|                                              |                                        | 13. Mary Capell                               | 26. Arthur Capell, I barone di Capell Hadham |  |  |       |  |  |                           |  |  |                           |  |
|                                              |                                        | 13. Mary Capell                               | 27. Elizabeth Morrison                       |  |  |       |  |  |                           |  |  |                           |  |
| 3. Henrietta Somerset                        |                                        | 13. Mary Capell                               |                                              |  |  |       |  |  |                           |  |  |                           |  |
|                                              |                                        | 14. Josiah Child di Wanstead, I baronetto     | 28. Richard Child                            |  |  |       |  |  |                           |  |  |                           |  |
|                                              |                                        | 14. Josiah Child di Wanstead, I baronetto     | 28. Richard Child                            |  |  |       |  |  |                           |  |  |                           |  |
|                                              |                                        | 14. Josiah Child di Wanstead, I baronetto     | 29. Elizabeth Roycroft                       |  |  |       |  |  |                           |  |  |                           |  |
| 7. Rebecca Child                             |                                        | 14. Josiah Child di Wanstead, I baronetto     |                                              |  |  |       |  |  |                           |  |  |                           |  |
|                                              |                                        | 15. Mary Atwood                               | 30. William Atwood                           |  |  |       |  |  |                           |  |  |                           |  |
|                                              |                                        | 15. Mary Atwood                               | 30. William Atwood                           |  |  |       |  |  |                           |  |  |                           |  |
|                                              |                                        | 15. Mary Atwood                               | 31. Mary Hampton                             |  |  |       |  |  |                           |  |  |                           |  |
|                                              |                                        | 15. Mary Atwood                               |                                              |  |  |       |  |  |                           |  |  |                           |  |

| Controllo di autorità | VIAF (EN) 27991210 · ISNI (EN) 0000 0000 5281 4373 · CERL cnp01155710 · LCCN (EN) nr2001020291 · GND (DE) 123916313 |